# Iglesia de la Anunciación (Sevilla)
La iglesia de la Anunciación es un templo católico sevillano. Cuenta en su cripta con el panteón de Sevillanos Ilustres, donde está enterrado, entre otras figuras, Gustavo Adolfo Bécquer. Está situado en la calle Laraña, junto a la Facultad de Bellas Artes de la Universidad de Sevilla.

## Historia

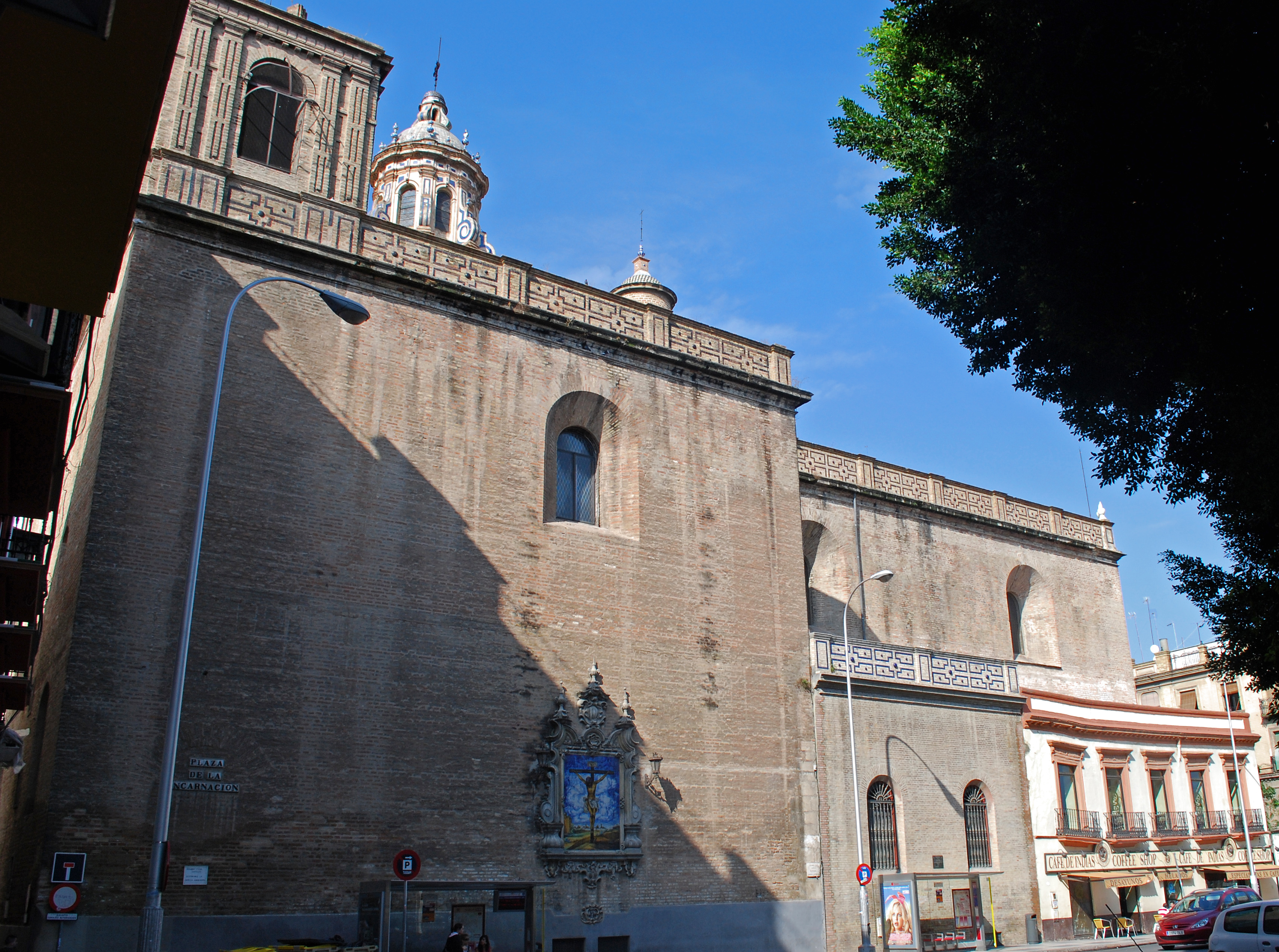
Fachada lateral a la plaza de la Encarnación.

Su fundación se remonta a 1565 como iglesia de la Casa Profesa de la Compañía de Jesús. El Colegio de la Anunciación, Casa Profesa de los Jesuitas en Sevilla, fue uno de los pilares intelectuales de la Contrarreforma española, sirviendo también de punto de partida de la expansión jesuítica en tierras de ultramar.
La expulsión de la Compañía de Jesús en 1767 deja abandonado el convento, al que se trasladaría la Universidad de Sevilla en 1771 convirtiéndose el colegio en Universidad Literaria por voluntad expresa de Pablo de Olavide, quien, sin grandes cambios, reafirma su función educadora poniendo en práctica los ideales didácticos de la Ilustración y extendiendo su influencia al ámbito civil. La iglesia se convirtió así en la capilla de la Universidad hasta 1956, fecha de su traslado a la Real Fábrica de Tabacos, conservando su rica biblioteca y su noble edificio.
Si a esto se añaden el retablo mayor y las esculturas de la portada y del panteón, es fácil entender el alto contenido didáctico y artístico que posee esta iglesia, considerada como BIC (Bien de Interés Cultural) (fue declarada Monumento histórico-artístico perteneciente al Tesoro Artístico Nacional mediante decreto de 3 de junio de 1931).

## Descripción del edificio
El proyecto fue inicialmente encargado a Bartolomé de Bustamante, jesuita superintendente de la Casa desde 1562 a 1565, que realizó las trazas del edificio, el diseño fue modificado y asignado, al arquitecto Hernán Ruiz, el Joven, Maestro Mayor de la Catedral que finalizó el proyecto. Aunque no existe documentación acreditativa del trabajo de Hernán Ruiz, así parece confirmarlo los elementos compositivos y decorativos de sus obras documentadas, así como la ejecución de las portadas que son reflejo de las trazas reflejadas en su "Manuscrito de Arquitectura" redactado hacia 1562, donde se traducen páginas de algunos autores como Vitruvio, Durero o Serlio, entre otros, y donde se copian dibujos y se interpretan sus contenidos. Las obras se inician en 1565, consagrándose el templo en 1579.

### Fachada
En la fachada de la iglesia, levantada toda en fábrica de ladrillo, destaca su magnífica portada que se alza a los pies de la iglesia, se encuentra flanqueada por dos potentes columnas jónicas que soportan un alto entablamento con frontón recto que refleja el conocimiento de su autor por la obra de Palladio y el gusto por las arquitecturas cobijadas, propio del maestro cordobés.
La portada se encuentra dividida en dos cuerpos, el inferior formado por un gran arco de medio punto y dos hornacinas laterales, y el superior compuesto a modo de retablo, estructura su superficie en menudos cuadros que combina hornacinas y huecos rectangulares en una composición manierista de gran virtuosismo; y presenta en la hornacina central una imagen de la Virgen con el Niño realizada por Juan Bautista Vázquez el Viejo, y en las laterales dos imágenes del siglo XVII que representan a San Rafael y a San José.
En el brazo derecho del crucero se encuentra otra puerta de comunicación de la iglesia con el claustro, construida en 1568, compuesta por un arco de medio punto flanqueado por pilastras dóricas y rematado por un frontón recto.

### Interior

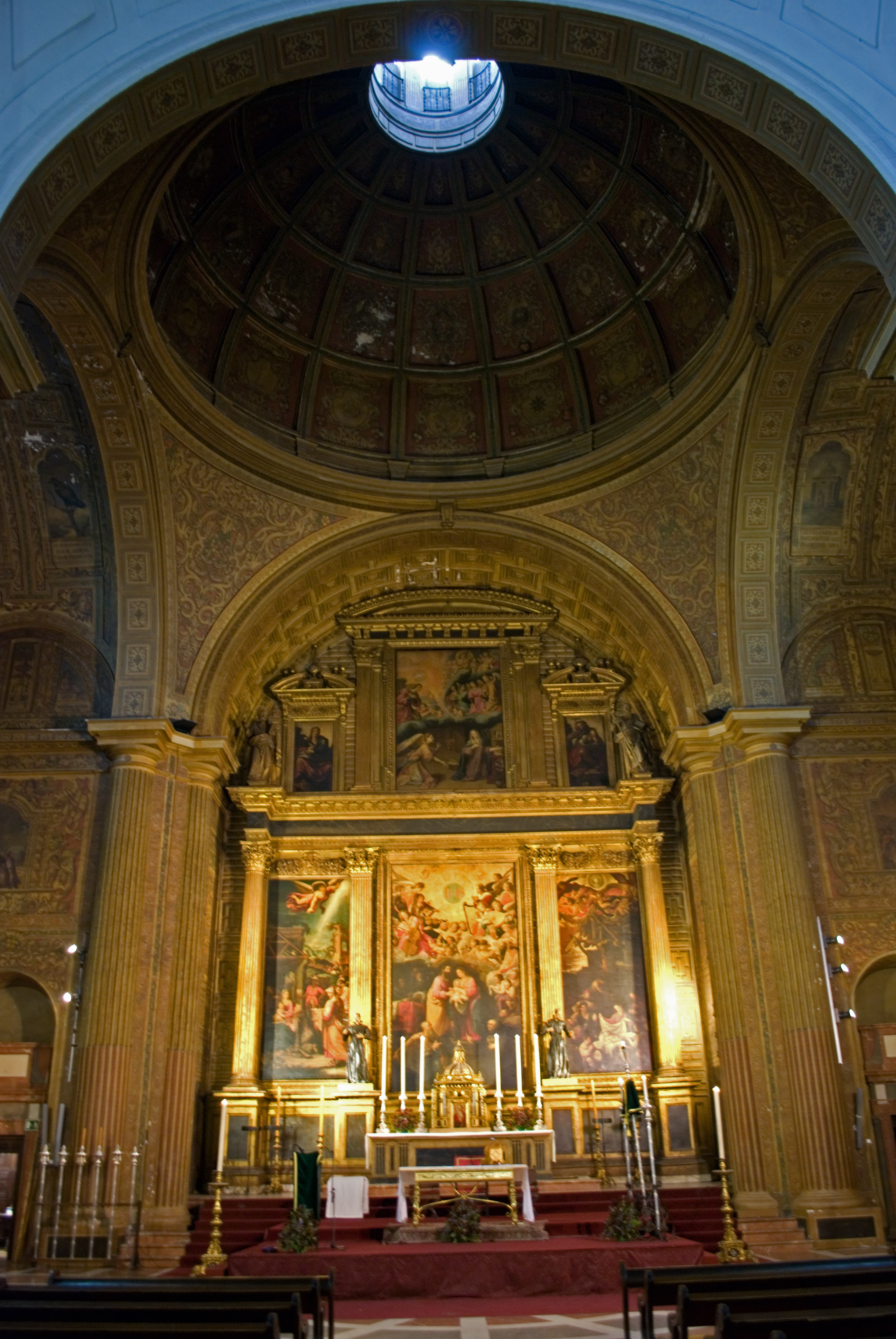
Retablo Mayor. Los lienzos de la Sagrada familia (centro) y la Adoración de los pastores (derecha), son obra de Juan de Roelas; la Adoración de los reyes (izquierda), de Girolamo Lucenti de Correggio. La Anunciación del ático fue pintada por Antonio Mohedano. A ambos lados del altar, las esculturas de San Ignacio de Loyola y San Francisco de Borja, obra de Juan Martínez Montañés.

La iglesia tiene planta de cruz latina, estando cubierta los dos primeros tramos con bóvedas vaídas, los brazos del crucero y la capilla mayor con bóvedas de cañón y el crucero con bóveda semiesférica. El coro se sitúa en alto, a los pies de la nave sobre un gran arco escarzano y el presbiterio se encuentra alzado sobre cinco gradas, de grandes dimensiones y altura.
La cúpula está decorada exteriormente con un revestimiento de azulejos. La torre, situada a la izquierda del presbiterio, carece de remate, estando formada por un cuerpo de campanas, con vanos de medio punto entre pilastras. El interior se encuentra parcialmente cubierto con pinturas murales realizadas en la primera parte del siglo XVIII, restauradas recientemente.

#### Retablos
Si el contenedor constituye un capítulo importante de la historia de la ciudad y un ejemplo relevante de la arquitectura del humanismo andaluz, su contenido no le va a la zaga.

##### Retablo mayor
El retablo mayor es una pieza clave en la evolución del arte andaluz del siglo XVII donde conviven el tardomanierismo de Antonio Mohedano con el primer naturalismo de Juan de Roelas (lienzos que representan la Sagrada Familia en el centro y la Adoración de los Pastores, a la derecha) en uno de los mejores retablos pictóricos de Sevilla conservados in situ. La estructura de este retablo, realizado entre 1604 y 1606, denota la influencia de su autor, el jesuita Alonso Matías en la renovación de la arquitectura en madera que iniciará Alonso Cano a partir del retablo de la Iglesia de Santa María de la Oliva de Lebrija. De igual época son las esculturas de San Pedro y San Pablo en los extremos del ático. Las imágenes de San Ignacio de Loyola y San Francisco de Borja, procedentes del convento de Santa María del Socorro, de las repisas del primer cuerpo, son obra de Martínez Montañés, ejecutadas en 1610 y 1624 respectivamente.

##### Retablo de la Inmaculada Concepción

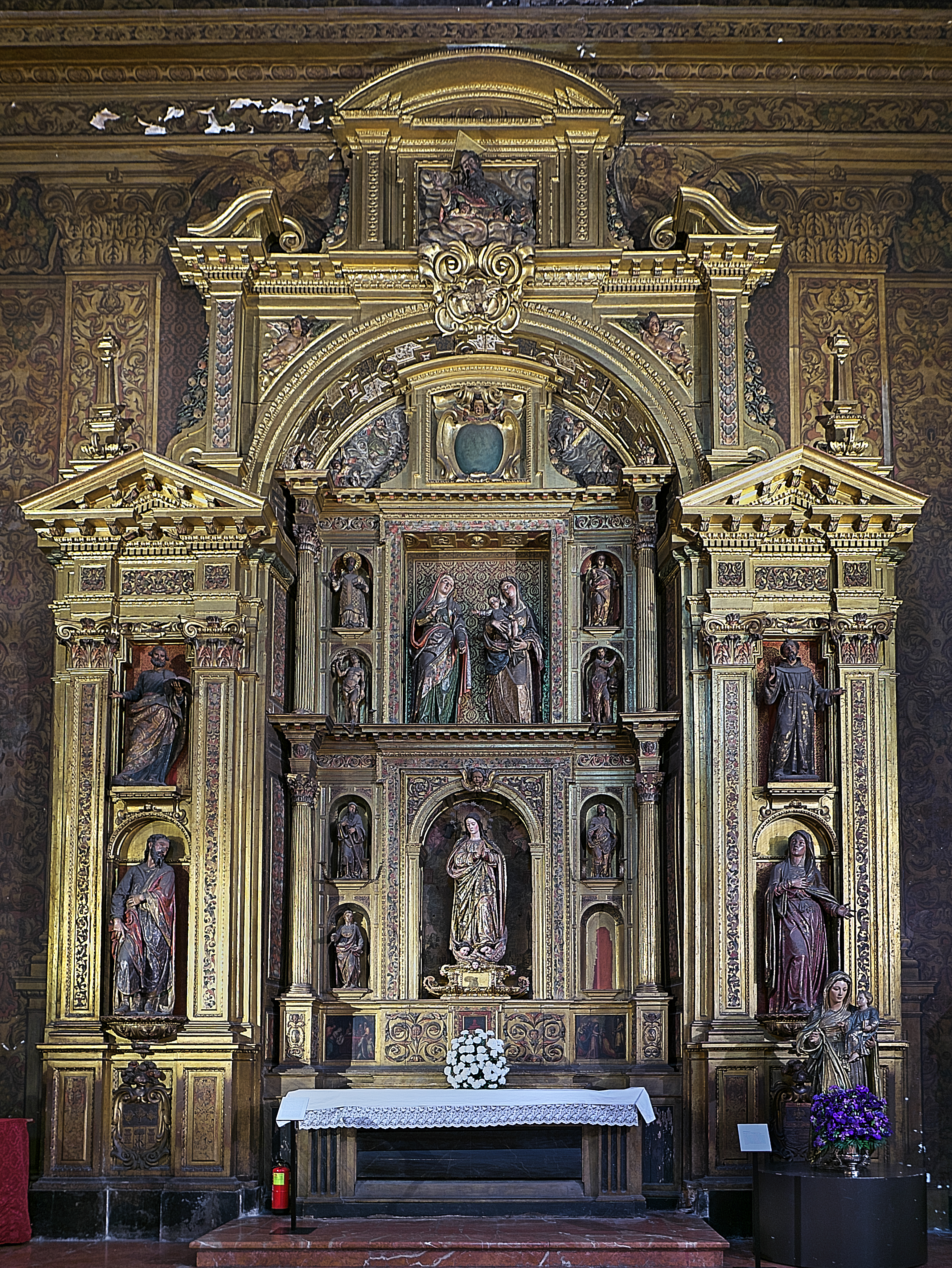
Retablo de Inmaculada Concepción

El retablo del crucero del brazo de la epístola, dedicado a la Inmaculada Concepción contiene valiosas esculturas de Juan Bautista Vázquez el Mozo que permite indagar en los antecedentes de la gran escultura sevillana.
Consta de un gran arco que encierra un segundo retablo de estilo renacentista realizado por el propio artista entre los años 1580 y 1584; mientras que el arco y los cuerpos laterales son de fecha algo posterior, ya del siglo XVII, en concreto una reforma hecha por Blas de Escobar en el año 1655; consistente en una estructura externa a modo de arco triunfal, rematado por un ático, que se apoya sobre sendas calles laterales coronadas por frontones triangulares. La labor de dorado del mismo fue concertada en 1656 con el maestro pintor Francisco de Fonseca.
En el centro de la composición se encuentra la imagen de la Inmaculada, perteneciente a la escuela de Montañés, y en el cuerpo superior el grupo de Santa Ana con la Virgen y el Niño obra del propio Vázquez el Mozo.

##### Retablo de la Virgen de Belén
El Retablo de la Virgen de Belén, en gran parte obra de Francisco Pacheco, es un ejemplo de la relación de la pintura sevillana con modelos importados de los Países Bajos durante el renacimiento.

##### Retablo de San Juan Bautista

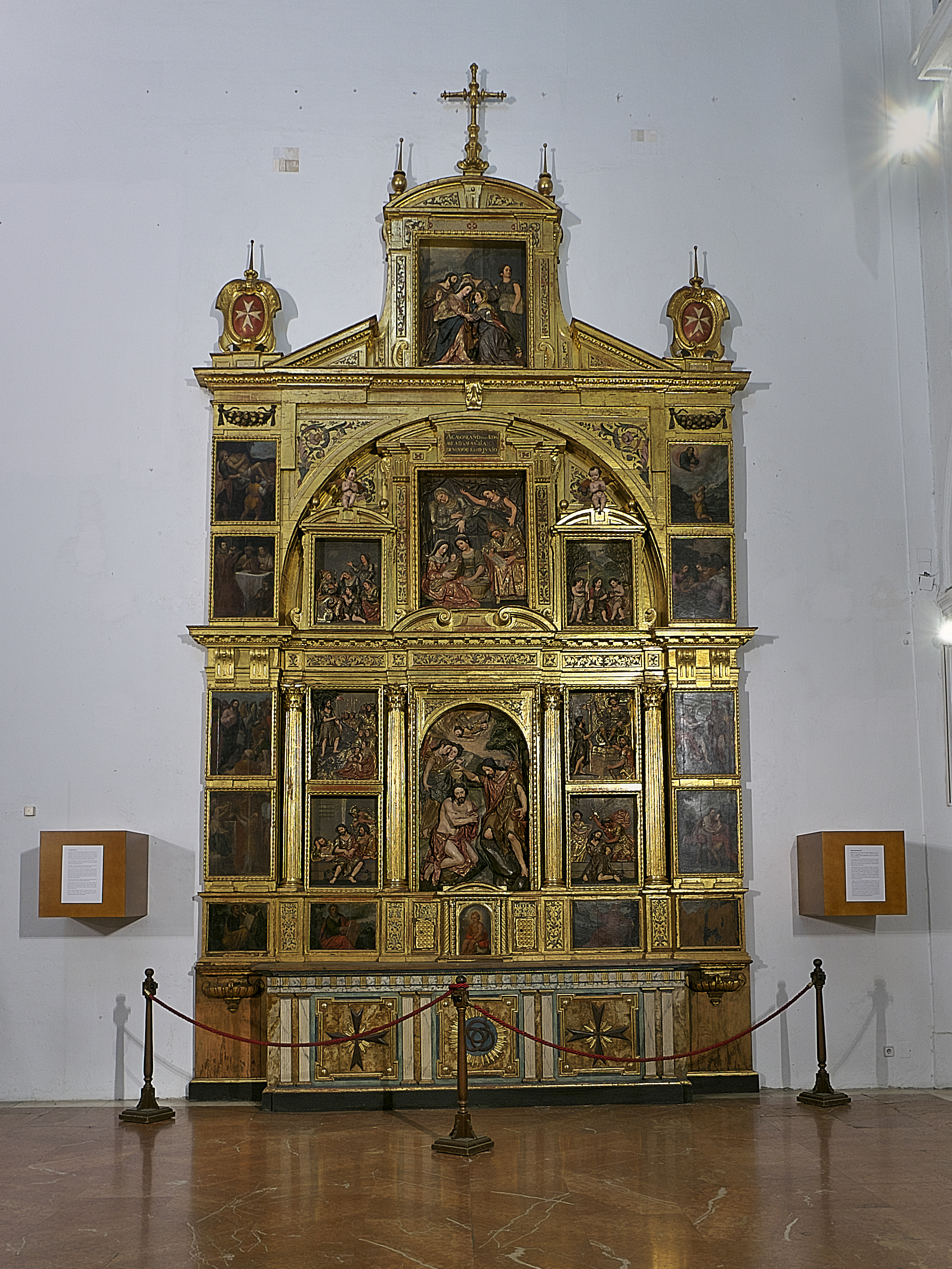
Retablo de San Juan Bautista.

También en el lado derecho, existe un retablo, procedente del convento del Socorro, dedicado a San Juan Bautista, con arquitectura y relieve obra de Martínez Montañés y cuyas pinturas corresponden a Juan de Uceda.

### Panteón de Sevillanos Ilustres

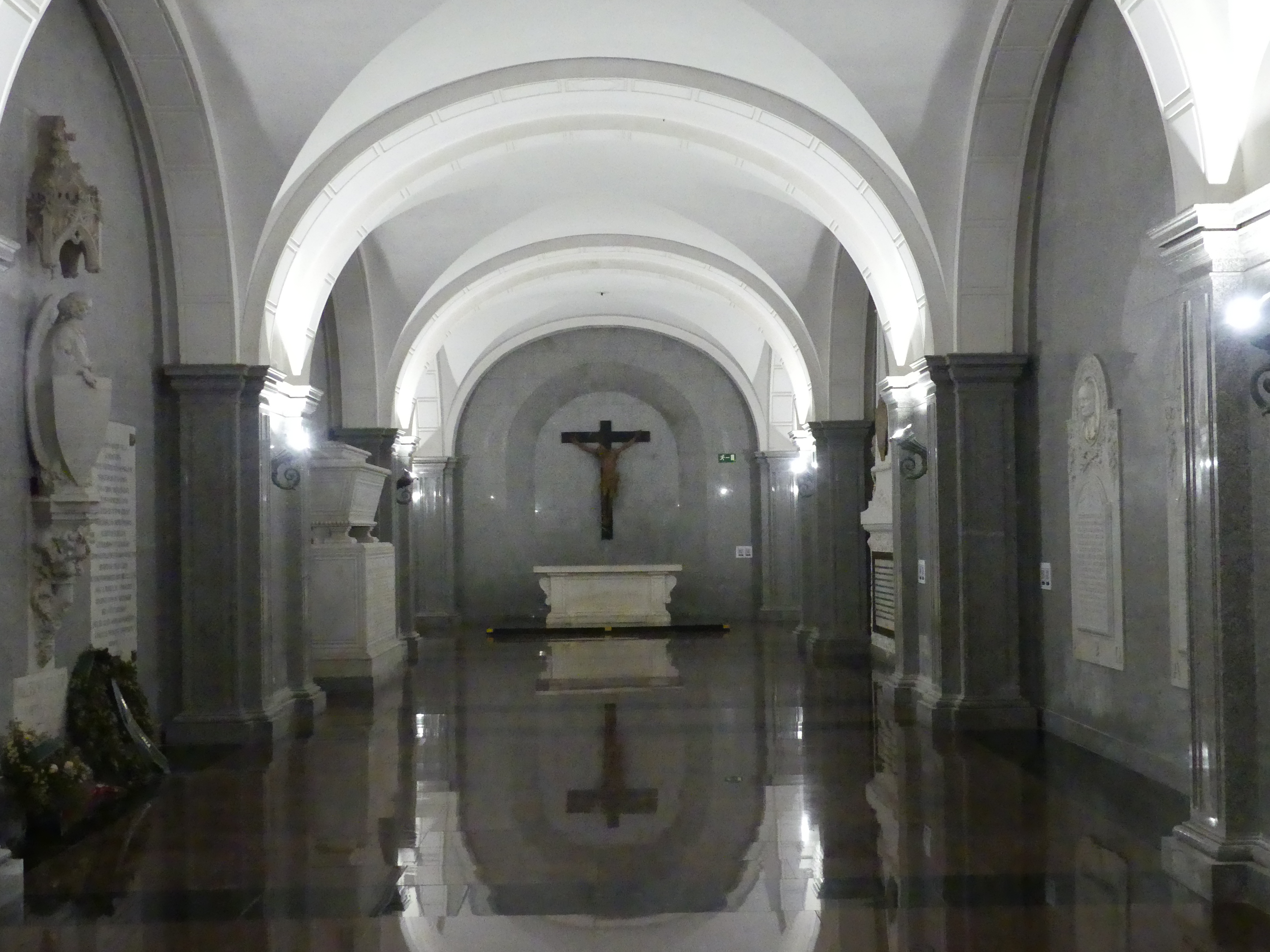
Panteón de Sevillanos Ilustres.

En la cripta de la iglesia se encuentra el Panteón de Sevillanos Ilustres. 
En 1836, el deán Manuel López Cepero propuso a la Universidad, entonces instalada en el edificio, el rescate de las tumbas y sepulcros de los conventos y templos que habían sido dañado en la guerra o desamortizados. Así, se reunieron en el templo restos de algunos sevillanos ilustres. Entre 1970 y 1972, a instancias de Florentino Pérez Embid, por entonces director general de Bellas Artes. se reformó la antigua cripta y se inauguró como Panteón de Sevillanos Ilustres. Ya había entonces tumbas de religiosos jesuitas y las familias Parra, Arguijo, Villasís, Eslán de Flores, Ortega y Damián.
Se instalaron los restos de ilustres sevillanos, como;:
- Lorenzo Suárez de Figueroa
- Rodrigo Caro
- Alberto Lista
- Valeriano Bécquer
- Gustavo Adolfo Bécquer
- Federico Sánchez Bedoya
- José María Izquierdo

o bien fallecidos en la ciudad, como:
- Benito Arias Montano
- Fernán Caballero
- Francisco Mateos Gago
- José Amador de los Ríos
- Regla Manjón Mergelina

En este lugar se encuentran varias tumbas de la familia Ponce de León. Estas estuvieron en la capilla mayor del Monasterio de San Agustín de Sevilla. Tras la destrucción de las tumbas por los franceses en 1810, se realizaron unas nuevas lápidas en 1818, costeadas por la duquesa de Gandía. En 1835 se produjo la desamortización del monasterio. Las tumbas fueron trasladadas a la iglesia a instancias del clérigo Manuel López Cepero, con la autorización de los herederos, representados por el duque de Osuna, en 1840. Tras la creación del Panteón de Sevillanos Ilustres, fueron trasladadas a este lugar. Estas tumbas son:
- Pedro Ponce de León el Viejo (m. 1352). IV señor de Marchena y Bailén y tataranieto del rey Alfonso IX de León[5] y su esposa María de Ayala.[4]
- Pedro Ponce de León. V señor de Marchena y tataranieto del rey Jaime I de Aragón.[5]
- Juan Ponce de León, conde de Arcos y VI señor de Marchena.[4]
- Fernando Ponce de León.[4]
- Lope Ponce de León.[4]
- Isabel Ponce de León.[4]

## Universidad de Sevilla
En la Iglesia de la Anunciación, es donde celebra la apertura solemne del curso universitario por parte de la Universidad de Sevilla. La Universidad Hispalense ha organizado conciertos de música clásica en este lugar.

## Hermandad del Valle
La iglesia de la Anunciación constituye la sede de la Hermandad del Valle, que hace estación de penitencia en la Semana Santa el Jueves Santo.